# Michelle (sång av The Beatles)
Michelle är en låt med The Beatles som skrevs av John Lennon och Paul McCartney 1965.

## Låten och inspelningen
Michelle skrevs av Paul McCartney med utgångspunkt ur "en lustig fransk melodi" (man lade även in en strof på franska i texten) och är ganska enkel men oerhört effektiv i sitt arrangemang med stigande och fallande toner. Studiotekniskt är låten intressant då McCartney spelade in den mer eller mindre själv och skötte de olika instrumenten med hjälp av pålägg. Övriga medlemmars röster lades senare på i bakgrundskör. Tanken var även att man skulle släppa låten som singel men John Lennon lyckades stoppa det. Att McCartney nu börjat spela in låtar helt på egen hand pekade även fram emot hans med tiden allt större studiotekniska kunnande och hans större ledarroll i gruppen från 1967 och framåt. Låten kom med på LP:n Rubber Soul, som utgavs i England 3 december 1965 och i USA 6 december 1965.